# Af-Pak
AfPak (o Af-Pak) es un neologismo usado dentro de los círculos de política exterior estadounidense para designar a Afganistán y Pakistán como un único escenario de guerra. Michael Quinion escribe que el término comenzó a aparecer en los artículos de prensa en febrero de 2009. El término se popularizó, y posiblemente fue acuñado por Richard Holbrooke, el representante Especial de la administración Obama para Afganistán y Pakistán.  En marzo de 2008 (un año antes de que asumiese ese puesto) Holbrooke explicó la motivación existente tras el término:

En primer lugar, hacemos alusión al problema AfPak para referirnos a «la Pakistán de Afganistán». Ello no constituye simplemente un esfuerzo por ahorrar [ocho] sílabas. Es un intento de indicar y grabar en nuestro ADN el hecho de que existe un escenario de guerra que se extiende sobre una frontera mal definida, la Línea Durand, y que al lado occidental de esa frontera es donde la OTAN y otras fuerzas pueden operar. Al lado oriental, está el territorio soberano de Pakistán. Pero es en el lado oriental de esta mal definida frontera donde el movimiento terrorista internacional está localizado.

Amir Taheri escribe que el uso por Holbrooke del término ha ofendido a muchos pakistaníes, que ven a Pakistán como «en una liga diferente a la de la mucho más pequeña y devastada Afganistán». Por su parte, Clifford May escribe que no goza de la simpatía de los afganos ni de los pakistaníes. En junio de 2009 el gobernante pakistaní Pervez Musharraf criticó el término en una entrevista para la revista Der Spiegel:

Estoy totalmente en contra del término AfPak. No apoyo la palabra en sí misma por dos razones: la primera es que la estrategia coloca a Pakistán al mismo nivel que Afganistán. No lo estamos. Afganistán no posee Gobierno y el país está completamente desestabilizado. Pakistán no lo está. La segunda, y esta es mucho más importante, es que existe un elemento hindú en todo este juego. Tenemos la lucha de Cachemira, sin la cual elementos extremistas como Lashkar-e-Taiba no existirían.

Respondiendo a preguntas en una conferencia de prensa en Islamabad en junio de 2009, Holbrooke dijo que «el término “Afpak” no pretendía degradar a Pakistán, sino que constituía un “código burocrático” creado con la intención de expresar la situación de las áreas fronterizas de ambos lados, que estaban ligadas, y que un lado no podría resolverse sin el otro».
El uso oficial del término dentro de la administración Obama se ha hecho eco entre los medios, como es el caso de la serie The AfPak War («La guerra de AfPak») del periódico The Washington Post y The Af-Pak Channel («El canal Af-Pak»), un proyecto conjunto de New America Foundation y la revista Foreign Policy publicado en agosto de 2009.